# Laboratory of Anthropology Director's Residence
La Laboratory of Anthropology Director's Residence est une maison américaine à Santa Fe, dans le comté de Santa Fe, au Nouveau-Mexique. Dessinée par John Gaw Meem dans le style Pueblo Revival, elle a été construite en 1930 pour servir de résidence au directeur du Laboratory of Anthropology voisin. Elle accueille depuis 1998 le Museum of Spanish Colonial Art et elle est inscrite au Registre national des lieux historiques depuis le 30 mai 2023.